# Ornithogalum wildtii
Ornithogalum wildtii är en sparrisväxtart som beskrevs av Josef Podpěra. Ornithogalum wildtii ingår i släktet stjärnlökar, och familjen sparrisväxter. Inga underarter finns listade i Catalogue of Life.